# Лучшие годы (фильм, 1984)
«Лучшие годы» — советский широкоэкранный художественный фильм 1984 года, снятый режиссёром Сергеем Линковым на Одесской киностудии.
Премьера фильма состоялась 25 июля 1985 года. В СССР фильм посмотрели 100 тыс. зрителей.

## Сюжет
Четверо друзей, желающих стать корабельщиками, начинают работать на судостроительном заводе. Один из них, Саша Клименко, разбирается в проблемах производства и борется с неэффективностью и несправедливостью на заводе. Благодаря его усилиям и настойчивости, работа на заводе улучшается, возвращаются старые специалисты, и он сам становится вторым помощником главного строителя корабля.

## В ролях
- Владимир Шпудейко — Саша Клименко
- Елена Борзова — Инна
- Нина Ургант — тётя Вика
- Василий Петренко — Валя Славинский
- Борис Токарев — Юра Ратников
- Валерий Войтюк — Чечетников
- Николай Волков — Лазаренко
- Василий Корзун — Юрин
- Татьяна Лебедькова — Элла
- Янина Лисовская — Зина
- Юрий Леонидов — Серов
- Леонид Бакштаев — Зубкевич
- Юрий Гамзин — Чорба
- Юрий Гребенщиков — Яков Александрович Кабин
- Григорий Острин — Евгений Сергеевич Семиренко
- Леонид Яновский — Стращенков
- Юрий Соловьёв — Алексей Михайлович Шарников
- Татьяна Ленникова — Анна Ивановна

## Съёмочная группа
- Режиссёр: Сергей Линков
- Сценарист: Рита Беляковская
- Оператор: Виктор Березовский
- Композитор: Григорий Фрид
- Художник: Михаил Кац